# 大阪市立今津小学校
大阪市立今津小学校（おおさかしりつ いまづ しょうがっこう）は、大阪府大阪市鶴見区にある公立小学校。
大阪市立榎本小学校の学校規模過大化に伴い、1966年に同校の分校として開設されたことが学校の始まりとなっている。その後1968年に独立校となった。

## 沿革
- 1965年11月5日 - 大阪市立榎本小学校分校起工式。
- 1966年4月1日 - 大阪市立榎本小学校分校として開校。
- 1968年4月1日 - 大阪市立今津小学校として独立開校。
- 1969年3月3日 - 講堂竣工祝賀会を実施。この日を創立記念日とする。
- 1974年3月4日 - 校歌・校章披露式を実施。
- 1993年5月 - 大阪市教育委員会から、特別活動の研究校に指定される。

## 通学区域
- 大阪市鶴見区 今津北2丁目（一部）、今津北3丁目-5丁目、今津中2丁目（一部）、今津中3丁目-5丁目、今津南2丁目（一部）、今津南3丁目-4丁目。

卒業生は大阪市立今津中学校に進学する。

## 交通
- 片町線（学研都市線） 徳庵駅 西へ約550m。